# 圣巴斯弟盎门

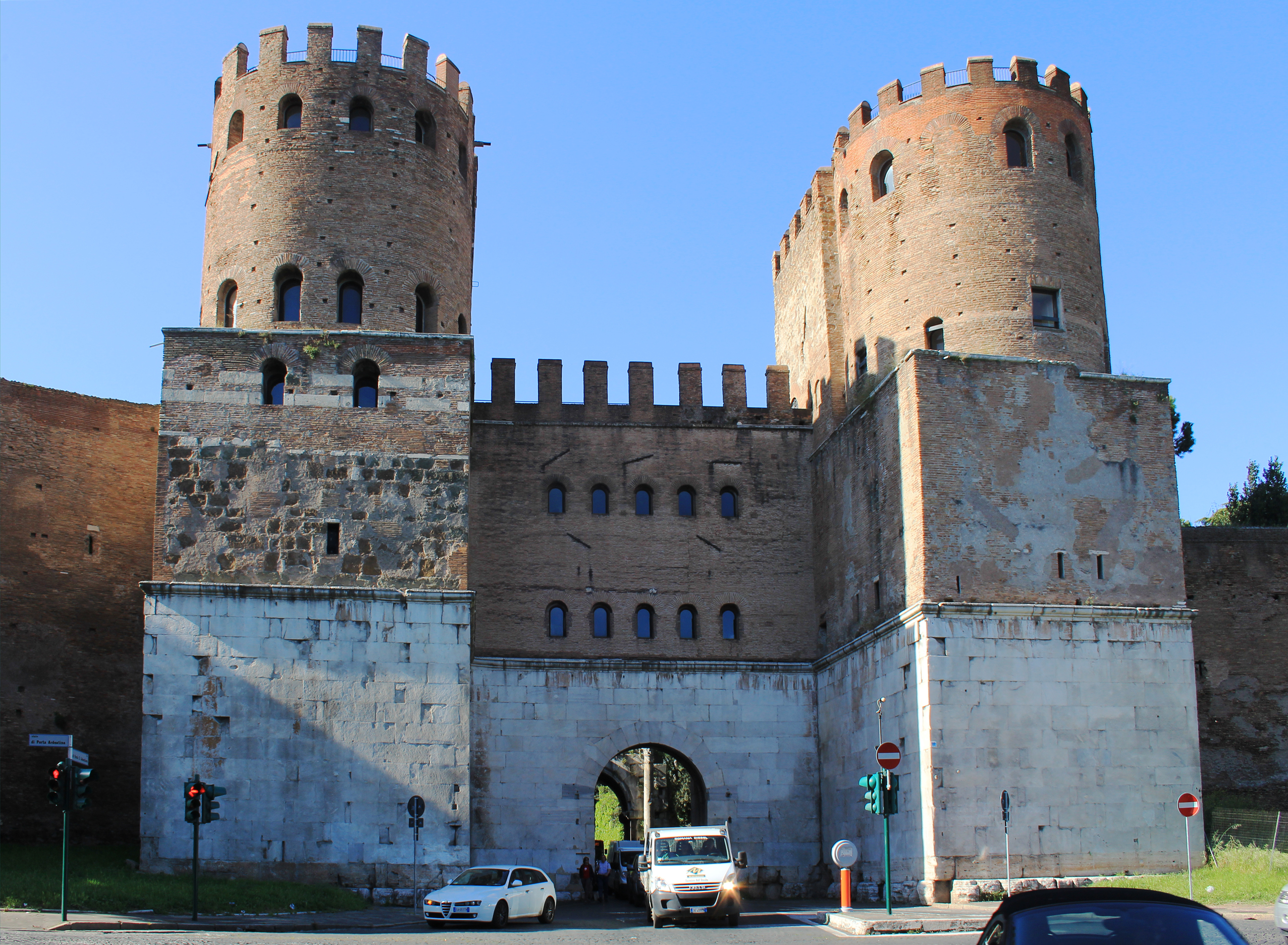
圣巴斯弟盎门

圣巴斯弟盎门（Porta San Sebastiano），又称圣塞巴斯蒂亚诺门，是罗马奥勒良城墙上的一座城门，古代称为亚壁门，亚壁古道，今天的圣塞巴斯弟盎门街从此门向东南延伸。在4世纪末进行加固，在6世纪，贝利撒留和纳尔西斯又再次翻修。此门为砖结构，有两个塔楼。里面和楼上是罗马城墙博物馆。城門得名於附近的城外聖巴斯弟盎聖殿。
圣塞巴斯弟盎门毗邻德魯蘇斯拱門。